# Firelight (groupe)
Firelight est un groupe de musique maltais. Ils représenteront Malte au Concours Eurovision de la chanson 2014, à Copenhague, au Danemark, à la suite de leur victoire à la présélection maltaise.

## Composition du groupe
Le groupe est composé de :
- Michelle Mifsud - chant, piano, percussions
- Richard Edward Micallef - chant, guitare acoustique,dulcimer des Apalaches, percussions
- Tony Polidano - chant, contrebasse, basse électrique, guitare basse, percussions
- Matthew Ellul - guitare acoustique, guitare électrique
- Leslie Decesare - batterie, percussions, harmonica